# Benjamin Barg
Benjamin Barg (Bonn, 1984. szeptember 15. –) német labdarúgó, a Borussia Mönchengladbach II középpályása. Öccse Thorsten Barg.